# Phrynobatrachus brevipalmatus
Phrynobatrachus brevipalmatus és una espècie de granota que viu a Angola.